# 自由膨脹

自由膨脹，在隔熱腔室中，從體積V_{i} = V_{0}膨脹到體積V_{f} = 2V_{0}

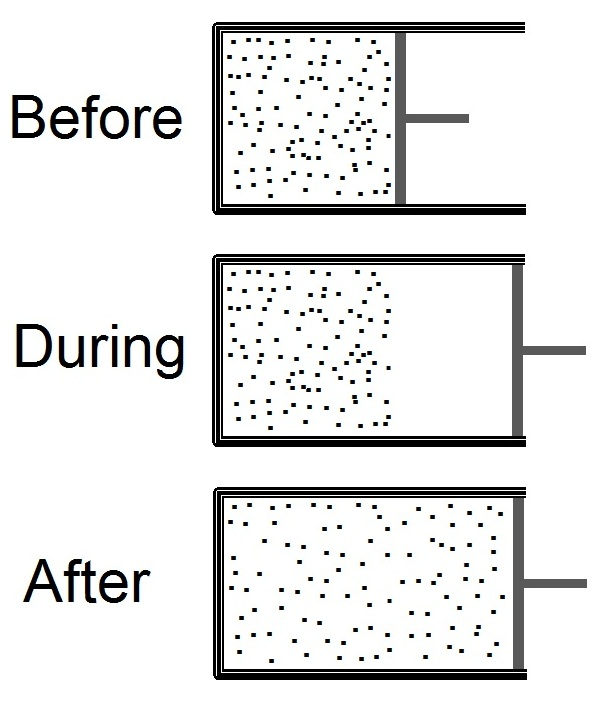
氣體的自由膨脹可以快速將活塞外推，推動速度比氣體中移動最快分子還快的速度實現

自由膨脹不可逆，但對每個腔室可以是準靜態的：每個部份都是準熱力學平衡，但對整個系統而言則不然

自由膨脹（英語：free expansion）也稱為焦耳膨脹，是一種不可逆的熱力學過程，過程中氣體在一個絕熱的系統內，一開始氣體只在系統的部份區域，和其他部份用隔板隔開，之後突然移除隔板，使氣體膨脹，外界和系統之間沒有功和熱的交換。
自由膨脹是一個有關理想氣體的思想實驗，可以探討古典熱力學的現象。這個例子可以用來計算熱力學物理量的變化，包括因為此過程的不可逆，造成整體熵的增加（熵產生量）。針對理想氣體的自由膨脹，過程前後的溫度不會變化，而且過程前後的狀態符合以下的式子
pi Vi = pf Vf,
其中p為壓力，V為體積而下標的i及f表示初始及結束的狀態。
實際的自由膨脹會和實際氣體的特性有關，這類過程中的溫度變化可以量測分子间作用力。
焦耳膨脹的名稱是得名自詹姆斯·焦耳，他在1845年研究功和熱時有使用膨脹，但此過程在焦耳之前就已為人所知，例如约翰·莱斯利在19世紀初就已知道，约瑟夫·路易·盖-吕萨克在1807年也研究，得到和焦耳類似的結果。

## 說明
此過程開始於某壓力{\displaystyle P_{\mathrm {i} }}、某溫度{\displaystyle T_{\mathrm {i} }}的氣體，限制在某隔熱容器中的一半空間（可參考此條目最上方的圖）。氣體的初始體積為{\displaystyle V_{\mathrm {i} }}，和容器的另一半空間（體積{\displaystyle V_{\mathrm {0} }}）已用機構隔開, 而另一半空間的壓力是零。若兩半空間之間的分隔突然移除，氣體會膨脹充滿整個容器，其總體積是{\displaystyle V_{\mathrm {f} }=V_{\mathrm {i} }+V_{\mathrm {0} }}。在容器的左半邊有插入溫度計，量測膨脹前後的氣體热力学温度。
這個實驗的热力学系统包括容器的兩個半邊，也就是實驗結束時氣體所充滿的空間。因為系統隔熱，無法和周圍交換熱量。因為總體積不變，外界也無法對系統作功。因此，内能變化{\displaystyle \Delta U}為零。內能包括內部的動能（因為分子移動）以及內部位能（因為分子间作用力）。當分子隨機運動時，溫度是對內部動態的量測。此例中，內部動態即為熱。若腔室沒有達到平衡，會有動能的流動，這部份是溫度計無法偵測的（因此不是熱的成份之一）。因此，溫度的變化表示動能的變化，一直要到重新達到熱平衡，才能完全看到此變化。當熱以動能流動的方式傳輸，會讓溫度下降。 
實務上，簡單的兩腔室自由膨脹常會加入多孔塞，膨脹的氣體需通過多孔塞才能到低壓的腔室。此目的是為了禁止方向性的流動，加快熱平衡的重新建立。 
因為總內能沒有變化，腔室中的停滯流讓動能又轉換為氣體的隨機運動（熱），因此溫度會上昇到預期溫度。
若初始空氣壓力夠低，讓非理想氣體成份凝結，一些內能會轉換為液體的潛熱（位能的變化）。因此，低溫下的自由膨脹提供了分子間作用力的資訊。

### 理想氣體
若是理想氣體，其初始狀態（{\displaystyle T_{\mathrm {i} }}, {\displaystyle P_{\mathrm {i} }}, {\displaystyle V_{\mathrm {i} }}）和最終狀態（{\displaystyle T_{\mathrm {f} }}, {\displaystyle P_{\mathrm {f} }}, {\displaystyle V_{\mathrm {f} }}）會依照理想氣體定律，一開始時
{\displaystyle P_{\mathrm {i} }V_{\mathrm {i} }=nRT_{\mathrm {i} }}
隔板打開後
{\displaystyle P_{\mathrm {f} }V_{\mathrm {f} }=nRT_{\mathrm {f} }.}
此處{\displaystyle n}是氣體莫耳數，{\displaystyle R}是莫耳理想氣體常數。因為內能沒有變化，而理想氣體的內能只是溫度的函數，因此溫度沒有變化，{\displaystyle T_{\mathrm {i} }=T_{\mathrm {f} }}。這表示
{\displaystyle P_{\mathrm {i} }V_{\mathrm {i} }=P_{\mathrm {f} }V_{\mathrm {f} }=nRT_{\mathrm {i} }.}
若體積加倍，壓力會減半。
溫度不會變化的事實，方便計算整體熵的變化。

### 真實氣體
真實氣體的自由膨脹和理想氣體不同，真實氣體自由膨脹後，溫度會變化。若溫度比反轉溫度（inversion temperature）要低，氣體在自由膨脹後會降溫，若溫度比反轉溫度高，在自由膨脹後，氣體溫度會上昇。一般來言，氣體的反轉溫度會高於室溫，只有氦氣（反轉溫度約40 K）和氫氣（反轉溫度約200 K）例外。因為自由膨脹過程中，內能是定值，自由膨脹過程中的降溫是因為內部動能轉換為位能，昇溫則是內部位能轉換為動能。
長距離的分子間作用力會是吸引力，短距離下則是排斥力（例如兰纳-琼斯势所述的一樣）。因為分子間的距離大於分子直徑，氣體能量主要是被位勢中相吸的部份影響。氣體膨脹會讓其勢能增加。不過若氣體分子接近到排斥力大於吸引力的程度，自由膨脹就可能使其溫度上昇了。
根據理論預測，在夠高的溫度下，所有氣體在自由膨脹後溫度都會上昇。其原因是：任何時刻下，都會有一些氣體分子互相碰撞，這些分子之間的作用力會以排斥力為主，其勢能會是正值。溫度上昇時，碰撞的頻率以及其相關的能量都會增加，因此相關的正勢能會顯著增加。若溫度夠高，雖然大多數的分子會受到微弱的吸引力影響，但總勢能會是正值。當勢能為正值時，能量固定的膨脹會減少勢能，增加動能，因此溫度會上昇。目前只在氫氣和氦氣上觀測到此現象，其他氣體的反轉溫度應該相當的高，無法觀測到此現象。

## 真實氣體效應
焦耳在室溫下進行其實驗，從壓力22巴開始進行膨脹。在其條件下，空氣的行為近似為理氣體。實際的氣體溫度有變化。不過可以計算出絕熱條件，在體積變成二倍之後，其溫度約下降攝氏3度=。不過，因為空氣的熱容低，銅容器以及熱量計中水的熱容較高，觀察到的溫度降比預期值小很多，焦耳發現在其量測精度下，溫度變化可視為零。